# Адриан Лазаровски
Адриан Лазаровски е български писател, преводач и журналист.

## Биография
Роден е на 4 май 1976 година във Варна. Завършва българска филология в Софийски университет „Св. Климент Охридски“, където защитава дипломна работа на тема „Преображенията на готическото в романа „1984“ от Джордж Оруел“.
Работи като преводач и редактор на свободна практика и има преведени над 50 книги от руски и английски език. Сред преведените от него автори са Владимир Набоков, Рей Бредбъри, Роалд Дал, Ричард Матисън, Робърт Блох, Лорд Дансени, Стивън Кинг и други. Съставител и преводач е на сборниците „Шепнещият в тъмнината“, „Зовът на Ктхулу“ и „Възкресителят“ на Хауърд Лъвкрафт и „Махалото на шестото време“ – стихове от Даниил Хармс. Преводач на поемата на Робърт Браунинг „Чайлд Роланд Кулата достигна“. Работи и в областта на преводната детска литература.
Негови авторски разкази присъстват в антологията с нова българска фантастика „Точка на пристигане“ и първата българска фентъзи антология „Звяр незнаен“. Спечелил е трета награда в конкурса „Фантастика през 100 очи“ на издателство „Аргус“ с разказа „Езерото“, трета награда в конкурса „Секси хоризонти“ с разказа „Тесто „Стерон““ и втора награда в конкурса на Международната асоциация на писателите криминалисти с разказа „Цената на кукловодите“. Същият разказ е отличен и с наградата на критиката „Инспектор Стрезов“ за най-добър криминален разказ на 2008 година.
Има публикации в „Литературен вестник“, „24 часа“, „Кръг“, „Върколак“, „Софийски унивеситет“, „Зона F“, „Фентъзи Фактор“, „Тера Фантастика“, „Алтера“ и др. Пише предимно в областта на хоръра, фантастиката, психологическия трилър, пародията, хумористичната и детската литература, като творбите му са високо ценени от критиката.
Съавтор (заедно с Валентин Постников) на романа „Моливко и Сръчко в България“, чийто първи тираж се изчерпва за няколко месеца.
Първият му самостоятелен роман – хумористичният трилър „Завладей българите!“ излиза през декември 2009 г. Предстои второ издание, както и продължение на пародийната история за извънземните и българските мутри. Лазаровски дори записва някои от песните на своя герой Литю Лайнера, за които се говори в книгата, и те се радват на голяма популярност в Интернет пространството.
Романът „Завладей българите!“ получава престижната европейска награда за дебют „Еврокон 2010“.
Носител и на наградата „Феникс“ за популяризиране и превод на класически автор (Хауърд Лъвкрафт), както и на първа награда в конкурса за превод на списание „Кръг“ (за стихосбирката на Даниил Хармс).
Работил като музикален журналист в списанията „Хаос“, „Нов Ритъм“, „Про-Рок“. Понастоящем основна фигура в сайта за праведна музика „Метъл Катехизис“ (www.katehizis.com). Сътрудничи на електронното издание за култура и изкуство Словеса предимно в областта на литературната, театралната и музикална критика. Най-интересните му интервюта от периода му в списание „Про-Рок“ са събрани в електронната книга „Сбъднати мечти... или колко е дълъг пътят до звездите“, налична на свободен достъп в сайта www.e-knigi.net Архив на оригинала от 2011-05-23 в Wayback Machine..
Загива при катастрофа на 1 октомври 2015